# غازي الجريبي
غازي الجريبي ولد في 5 ديسمبر 1955 في تونس العاصمة، هو لاعب كرة سلة وقاضي وسياسي تونسي.

## السيرة الذاتية

### الدراسة
بدأ الجريبي تعليمه الابتدائي والثانوي في الزهراء، ثم واصل تعليم العالي في القانون العام في جامعة باريس 1 - بانتيون سوربون. 

بين 1988 و2013، كان أستاذا في المدرسة الوطنية للإدارة بتونس، وأيضا في المدرسة التحضيرية للأكاديميات العسكرية بين 1989 و1996، وكذلك في المعهد الأعلى للقضاء بتونس بين 2000 و2005.

### المسار القضائي والسياسي
في 1984، أصبح نائب مستشار في المحكمة الإدارية، قبل أن يصبح مستشار فيها في 1991، ثم رئيس غرفة قسم التعليم بين 1996 و1999. بين 1991 و2001، عين مفوض دولة عام. وفي نفس الوقت بين 1990 و1992، عين مديرا قانونيا في المعهد العربي لحقوق الإنسان، ثم بين 1997 و2001 عين رئيسا للجنة النزاعات الضريبية. في 2001، عين رئيسا لمجلس المنافسة حتى 2006. بين 2005 و2006، أصبح خبيرا تكوينيا في قانون المنافسة لدى مؤتمر الأمم المتحدة للتجارة والتنمية. 

بين 2007 و2011، أصبح الرئيس الأول للمحكمة الإدارية، الأمر الذي يجعل منه رئيسا لمجلس النزاعات، ورئيس الغرفة المكلفة بالدعاوي المتعلقة بتراخيص الأحزاب السياسية، ورئيس محكمة النقض وكذلك عضوية المجلس الدستوري للجمهورية. في نفس هاته المدة، شغل أيضا منصب نائب رئيس الجمعية الدولية للتشريعات الإدارية العليا. في 2011، عين رئيسا الهيئة العليا للرقابة الإدارية والمالية. 

قام بكتابة عدة مقالات حول القانون الإداري، إصلاح الإدارة، المشاكل الإدارية، حقوق الإنسان والحريات العامة، المشاكل الضريبية، قانون المنافسة، قانون الرياضة والعدالة الإنتقالية. 

في 29 يناير 2014، عين وزيرا للدفاع الوطني في حكومة مهدي جمعة وذلك حتى 6 فبراير 2015. في 20 أغسطس 2016، عين وزيرا للعدل في حكومة يوسف الشاهد. وأخيرا بعد إقالة عبد الجليل بن سالم في 4 نوفمبر 2016، عين في نفس الوقت وزيرا للشؤون الدينية بالإنابة.

### لاعب كرة سلة
بين 1975 و1985، كان لاعبا دوليا مع منتخب تونس لكرة السلة. 

بين 1994 و1996، كان نائب رئيس الجامعة التونسية لكرة السلة.

## الحياة الخاصة
غازي الجريبي متزوج وله ثلاثة أبناء وشغل منصب وزير العدل ووزير داخلية بالنيابة بداية من 6 ماي 2018.